# Конкакафове квалификације за Светско првенство у фудбалу за жене 2010.
Конкакафове квалификације за Светско првенство у фудбалу за жене 2010. биле су шесто издање Конкакафовог првенства у фудбалу за жене, четворогодишњег међународног првенства за жене у фудбалу на којем су учествовале сениорске женске репрезентације чланица асоцијација Конкакафа, регионалног управљачког тела Северне Америке, Централне Америке и Кариба. У оквиру регионалних квалификација за Светско првенство у фудбалу за жене 2011. године, играло је осам тимова у периоду од 28. октобра до 8. новембра 2010. у Канкуну, Мексико. По други пут у својој историји, освојила га је Канада.
Сједињене Државе, Канада и Мексико су се опростиле од турнира након што су заузеле прве три позиције у Златном купу 2006, док је пет других места одређено регионалним квалификацијама.
Канада и Мексико су се, захваљујући победама у полуфиналу, аутоматски квалификовале за Светско првенство за жене 2011, док су трећепласиране САД пласирале у плеј-оф против Италије за даљи пласман у финале. Такође, Костарика и Тринидад и Тобаго су се квалификовали за Панамеричке игре 2011.
Канада је освојила турнир победом од 1 : 0 над Мексиком у финалу. Као и током своје победе на женском првенству у Конкакафу за 1998. годину, Канада није примила ниједан гол на целом турниру. Постигле су 17 голова, а нису дозволиле ниједан, да би победиле у својој другој утакмици квалификација за Светско првенство у Конкакафу за жене. За разлику од успеха Канаде, пораз САД у полуфиналу од Мексика био је први пут да САД нису победиле у квалификационој утакмици за Светско првенство. То је такође био други пут да се САД нису појавиле у финалној утакмици Конкакафа, али само зато што нису учествовале на првенству 1998. године.

## Квалификације

### Северна Америка
Директно учешће:
- Сједињене Државе (Носилац титуле)
- Канада (Другопласирана)
- Мексико (Домаћин)

### Централна Америка
Преко квалификација:
- Гватемала (Победник Централноамеричког тромеча А)
- Костарика (Победник Централноамеричког тромеча Б)

### Кариби
Преко квалификација:
- Тринидад и Тобаго (Победник карипских квалификација, група Ф)
- Хаити (Победник карипских квалификација, група Г)
- Гвајана (Победник карипског плеј-офа)

## Град и стадиони
Конкакаф је 11. октобра 2010. године најавио да ће домаћин турнира бити Мексико, а сви мечеви ће бити одиграни у Канкуну.
| Канкун |                            |                    |
| Канкун | Канкун                     | Канкун             |
| ------ | -------------------------- | ------------------ |
| Канкун | Бејзбол стадион Бето Авила | Стадион Кинтана Ро |
| Канкун | Капацитет: 9.500           | Капацитет: 18.844  |
| Канкун |                            |                    |

## Групна фаза
Утакмице су игране на стадионима Бејзбол Бето Авила и Кинтана Ро у Канкуну.
Ако су екипе завршиле са истим бројем бодова, коначан редослед је одређен према систему:
1. већи број поена у мечевима између изједначених тимова
2. супериорна гол разлика у мечевима између изједначених тимова
3. већи број голова постигнутих у мечевима између изједначених тимова
4. супериорна гол разлика у свим утакмицама у групи
5. већи број постигнутих голова у свим утакмицама у групи
6. бољи рекорд фер-плеја у свим утакмицама у групи (црвени и жути картони)
7. извлачење жреба

### Група А
| Екипа             | Ута | Поб | Нер | Изг | ГД | ГП | ГР  | Поена |
| ----------------- | --- | --- | --- | --- | -- | -- | --- | ----- |
| Канада            | 3   | 3   | 0   | 0   | 12 | 0  | +12 | 9     |
| Мексико           | 3   | 2   | 0   | 1   | 9  | 5  | +4  | 6     |
| Тринидад и Тобаго | 3   | 1   | 0   | 2   | 4  | 4  | 0   | 3     |
| Гвајана           | 3   | 0   | 0   | 3   | 3  | 19 | −16 | 0     |

| Тринидад и Тобаго | 0 : 1    | Канада              |
| ----------------- | -------- | ------------------- |
|                   | Извештај | Мелиса Танкреди 63’ |

| Мексико                                                                                | 7 : 2    | Гвајана                                 |
| -------------------------------------------------------------------------------------- | -------- | --------------------------------------- |
| Динора Гарза 2’, 45’ · Марибел Домингез 24’, 36’ (пен), 67’, 79’ · Гваделуп Ворбис 59’ | Извештај | Мариам Ел-Масри 34’ · Кајла ДеСоуза 39’ |

| Канада                                                                                             | 8 : 0    | Гвајана |
| -------------------------------------------------------------------------------------------------- | -------- | ------- |
| Кристина Џулијен 15’ · Кристин Синклер 34’, 50’, 63’, 75’ · Џонел Филигно 46’, 75’ · Кара Ланг 90’ | Извештај |         |

| Мексико                                 | 2 : 0    | Тринидад и Тобаго |
| --------------------------------------- | -------- | ----------------- |
| Марибел Домингез 45’ · Евелин Лопез 58’ | Извештај |                   |

| Гвајана             | 1 : 4    | Тринидад и Тобаго                                                             |
| ------------------- | -------- | ----------------------------------------------------------------------------- |
| Мариам Ел-Масри 60’ | Извештај | Кења Корднер 11’ · Реа Белгрејв 25’ · Канданс Едвардс 49’ · Дернер Маскал 65’ |

| Мексико | 0 : 3    | Канада                                                        |
| ------- | -------- | ------------------------------------------------------------- |
|         | Извештај | Кандис-Мари Чепмен 20’ · Жози Белангер 45’ · Жонел Филино 66’ |

### Група Б
| Екипа            | Ута | Поб | Нер | Изг | ГД | ГП | ГР  | Поена |
| ---------------- | --- | --- | --- | --- | -- | -- | --- | ----- |
| Сједињене Државе | 3   | 3   | 0   | 0   | 18 | 0  | +18 | 9     |
| Костарика        | 3   | 2   | 0   | 1   | 4  | 4  | 0   | 6     |
| Хаити            | 3   | 1   | 0   | 2   | 1  | 8  | −7  | 3     |
| Гватемала        | 3   | 0   | 0   | 3   | 0  | 11 | −11 | 0     |

| Костарика            | 1 : 0    | Гватемала |
| -------------------- | -------- | --------- |
| Адријана Венегас 51’ | Извештај |           |

| Сједињене Државе                                               | 5 : 0    | Хаити |
| -------------------------------------------------------------- | -------- | ----- |
| Рејчел Бухлер 9’ · Еби Вамбак 15’, 45’, 62’ · Еми Родригез 40’ | Извештај |       |

| Хаити | 0 : 3    | Костарика                                             |
| ----- | -------- | ----------------------------------------------------- |
|       | Извештај | Ширли Круз Трања 35’ · Ракел Родригез Седењо 42’, 52’ |

| Сједињене Државе | 9 : 0    | Гватемала |
| --- | -------- | --------- |
| Еми Родригез 20’, 45’, 89’ · Меган Рапино 22’, 40’ · Еби Вамбак 29’, 30’ · Алекс Морган 49’ · Карли Лојд 58’ (пен.) | Извештај |           |

| Гватемала | 0 : 1    | Хаити                 |
| --------- | -------- | --------------------- |
|           | Извештај | Аделин Сентилмонд 22’ |

| Сједињене Државе                                                              | 4 : 0    | Костарика |
| ----------------------------------------------------------------------------- | -------- | --------- |
| Еби Вембак 32’ (пен.) · Лорен Ченеј 69’ · Јаел Авербук 73’ · Алекс Морган 81’ | Извештај |           |

## Нокаут фаза

### Мрежа
|  | Полуфинале       | Полуфинале |                         |   | Финале | Финале |
|  |                  |            |                         |   |        |        |
|  | 5. новембар      |            |                         |   |        |        |
|  |                  |            |                         |   |        |        |
|  | Канада           | 4          |                         |   |        |        |
|  | Канада           | 4          | 8. новембар             |   |        |        |
|  | Костарика        | 0          |                         |   |        |        |
|  | Костарика        | 0          | Канада                  | 1 |        |        |
|  | 5. новембар      |            | Канада                  | 1 |        |        |
|  |                  | Мексико    | 0                       |   |        |        |
|  | Сједињене Државе | Мексико    | 0                       | 1 |        |        |
|  | Сједињене Државе |            |                         | 1 |        |        |
|  | Мексико          | 2          |                         |   |        |        |
|  | Мексико          | 2          | Утакмица за треће место |   |        |        |
|  |                  |            |                         |   |        |        |
|  | 8. новембар      |            |                         |   |        |        |
|  |                  |            |                         |   |        |        |
|  | Костарика        | 0          |                         |   |        |        |
|  | Костарика        | 0          |                         |   |        |        |
|  | Сједињене Државе | 3          |                         |   |        |        |

### Полуфинале
Победник се квалификовао за Светско првенство у фудбалу за жене 2011..
| Канада                                                                                | 4 : 0    | Костарика |
| ------------------------------------------------------------------------------------- | -------- | --------- |
| Жози Белангер 62’ · Жонел Филино 72’ · Кристин Синклер 75’ · Даниел Круз 90+3’ (а.г.) | Извештај |           |

| Сједињене Државе | 1 : 2                 | Мексико                                  |
| ---------------- | --------------------- | ---------------------------------------- |
| Карли Лојд 25’   | Јутуб детаљи Извештај | Марибел Домингез 3’ · Вероника Перез 26’ |

### Утакмица за треће место
Победник сусрета се квалификовао за УЕФА−Конкакаф плеј-оф.
| Костарика | 0 : 3    | Сједињене Државе                      |
| --------- | -------- | ------------------------------------- |
|           | Извештај | Лорен Ченеј 17’ · Еби Вамбак 33’, 50’ |

### Финале
| Канада                     | 1 : 0  | Мексико |
| -------------------------- | ------ | ------- |
| Кристин Синклер 53’ (пен.) | Чланак |         |

## Стрелци
Укупно је постигнуто  62 голова у 16 утакмица, с просеком од 3.88 гола по утакмици.
8 голова
- Еби Вамбак

6 голова
- Кристин Синклер
- Марибел Домингез

4 гола
- Џонел Филигно
- Еми Родригез